# Tridax procumbens
Tridax procumbens, conhecida popularmente como erva-de-touro ou, ainda, margaridinha, é uma erva nativa da América Central, disseminada antropologicamente e que, atualmente, está presente em quase todos os países com climas tropical e subtropical. Apesar de ser indesejável e danosa a algumas culturas, é utilizada como planta medicinal pelas medicinas indiana e popular ocidental.

## Descrição
A planta tem discos de flores de cor branca ou amarela com flores liguladas bi ou tridentadas. As folhas são serradas de modo irregular e em geral em forma de ponta de seta. Seu fruto é um duro aquênio com tufo de pelos que promove a dispersão.
A planta é invasiva, em parte, por produzir muitos aquênios, até 1500 por planta, e cada um pode deslocar pelo vento por seus papilhos e voar até certa distância.

## Distribuição e habitat
Esta planta pode ser encontrada nos campos, pradarias, terras de cultivo, jardins, beiras de estradas e em zonas com climas tropicais ou subtropicais. Destas, seu local preferido são as terras cultivadas onde, por ser hospedeira de pragas como insetos e vírus, torna-se problemática.

## Propriedades medicinais
A planta fresca ou seca, em infusão ou decocção é usada por via oral para tratar alergias, anemia, doenças gastrointestinais (diarreia, disenteria, dor no estômago, obstripação, flatulência, parasitas intestinais) e respiratórias (bronquites, catarro, febre), dor de cabeça, diabetes, doenças hepáticas, inflamaçõess, hipertensão, e transtornos menstruais.
O emplasto das folhas aplica-se topicamente para aliviar inflamações. O suco das folhas usa-se para deter hemorragias e lavar cortes, raspões e feridas. A decocção usa-se em para tratar casos de vaginite.
Atribui-lhe propriedades antisséptica, cicatrizante, desintoxicante, desinflamatória, emenagoga, febrífuga, hepatoprotetora, hipoglicêmica, inseticida, vermicida, refrescante e refrigerante.

## Taxonomia
Tridax procumbens foi descrita por Carlos Lineu e publicado em Species Plantarum 2: 900. 1753.
Sinonímia
- Amellus pedunculatus Ortega ex Willd.
- Balbisia canescens Rich.
- Balbisia divaricata Cass.
- Balbisia elongata Willd.
- Balbisia pedunculata Ortega ex Hoffmanns.
- Chrysanthemum procumbens (L.) Sessé & Moc.
- Tridax procumbens var. canescens (Rich. ex Pers.) DC.
- Tridax procumbens var. ovatifolia B.L.Rob. ex B.l.rob. & Greenm.